# Tipula tanneri
Tipula tanneri är en tvåvingeart som beskrevs av Alexander 1948. Tipula tanneri ingår i släktet Tipula och familjen storharkrankar. Inga underarter finns listade i Catalogue of Life.